# Paus Johannes IV
Johannes IV (Dalmatië, geboortedatum onbekend - Rome, 12 oktober 642) was de 72e paus van de Rooms-Katholieke Kerk, regerend van 24 december 640 tot aan zijn dood in 642.
Johannes kwam uit Dalmatië. Zijn pontificaat werd beheerst door onenigheid over het monotheletisme.
Beeltenissen in mozaïek van Johannes en zijn opvolger paus Theodorus I zijn bewaard in de Capella di San Venanzio in het baptisterium van het Lateraan.
Cursief: tegenpaus